# مونتي فايل
مونتي فايل هو مدرس وأمين مكتبة وسياسي أسترالي، ولد في 12 سبتمبر 1912 في Foster, Victoria ‏ في أستراليا، وتوفي في 10 سبتمبر 1977 في Heidelberg, Victoria ‏ في أستراليا. نشط حزبياً في حزب أستراليا الليبرالي (الفرع الفيكتوري) ‏. وقد انتخب عضو الجمعية التشريعية  في فيكتوريا ‏ عن دائرة Electoral district of Greensborough ‏ (13 أكتوبر 1973 – 10 سبتمبر 1977) وانتخب عضو الجمعية التشريعية  في فيكتوريا ‏ عن دائرة Electoral district of Greensborough ‏ (19 مايو 1973 – 11 سبتمبر 1973) وانتخب عضو الجمعية التشريعية  في فيكتوريا ‏ عن دائرة Electoral district of Greensborough ‏ (29 أبريل 1967 – 30 مايو 1970).